# East Acton (stacja metra)
East Acton – stacja londyńskiego metra położona na trasie Central Line pomiędzy stacjami White City a North Acton. Znajduje się we wschodniej części dzielnicy Acton w gminie London Borough of Hammersmith and Fulham, w drugiej strefie biletowej.
Stacja została otwarta w 1920 roku w wyniku rozbudowy Central London Railway (przemianowanej w 1937 roku na Central Line) w rejonie Ealing Broadway. Powstała celem połączenia West London Line w pobliżu Shepherd’s Bush, Great Western Railway do Birmingham i głównej linii do Bristolu z Ealing Broadway. Central London Railway było wyłącznie linią pasażerską, jednak w 1938 roku otwarto dodatkowo dwa tory towarowe dla Great Western Railway, które zostały zamknięte w 1964 roku. Ich pozostałości widoczne są do dziś na północ od stacji East Acton.

## Galeria

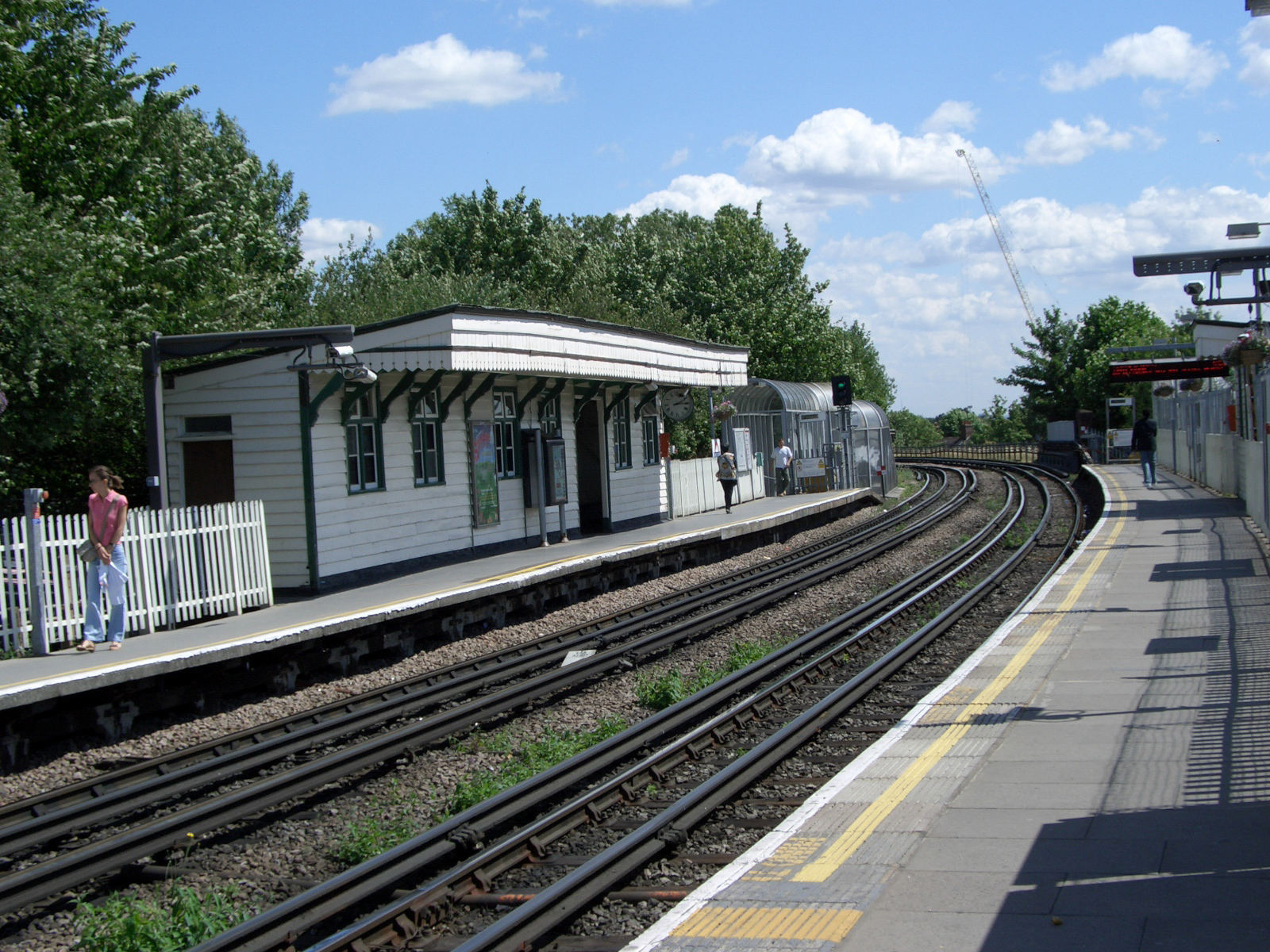
widok na wschód
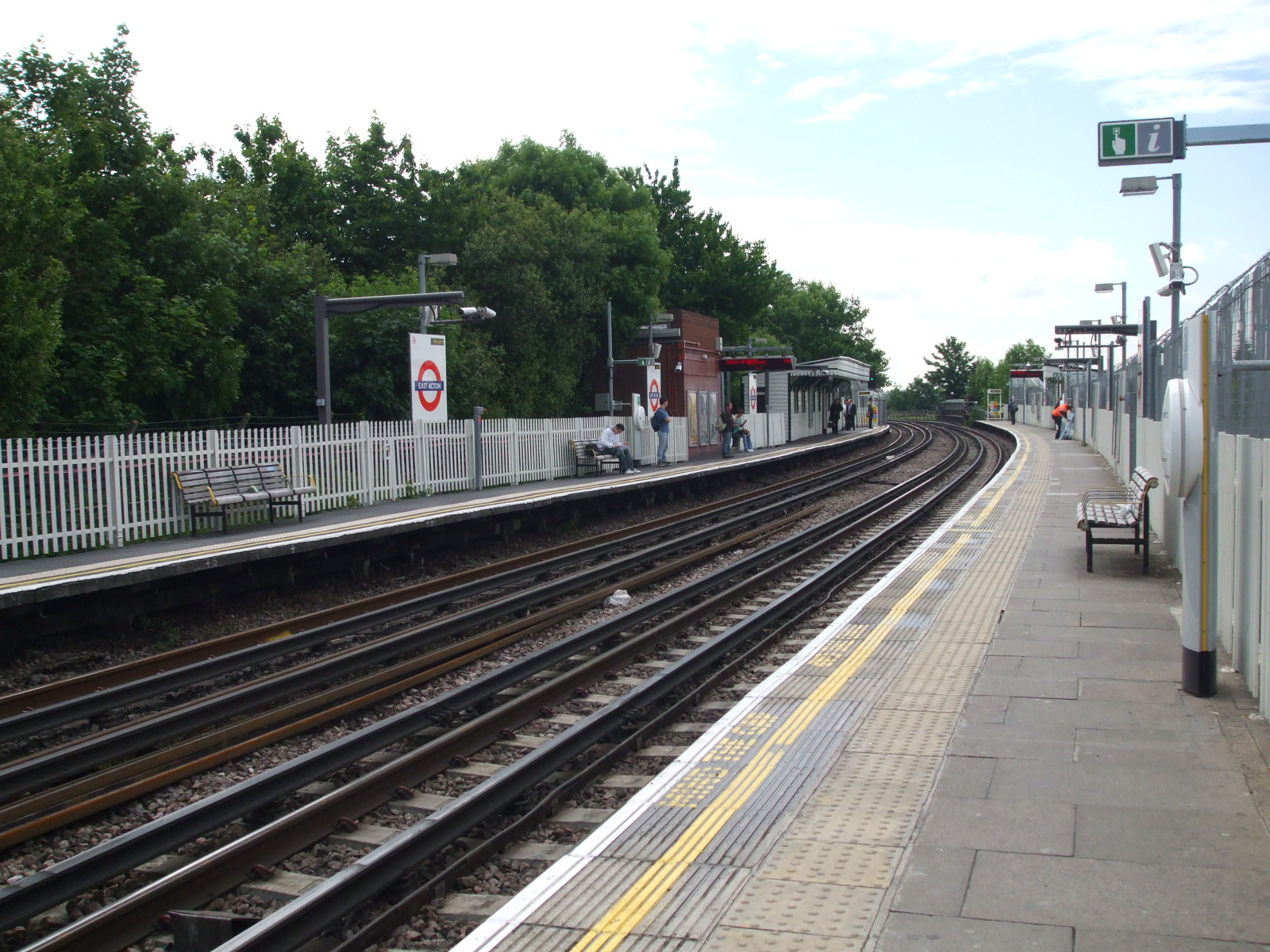
widok na wschód
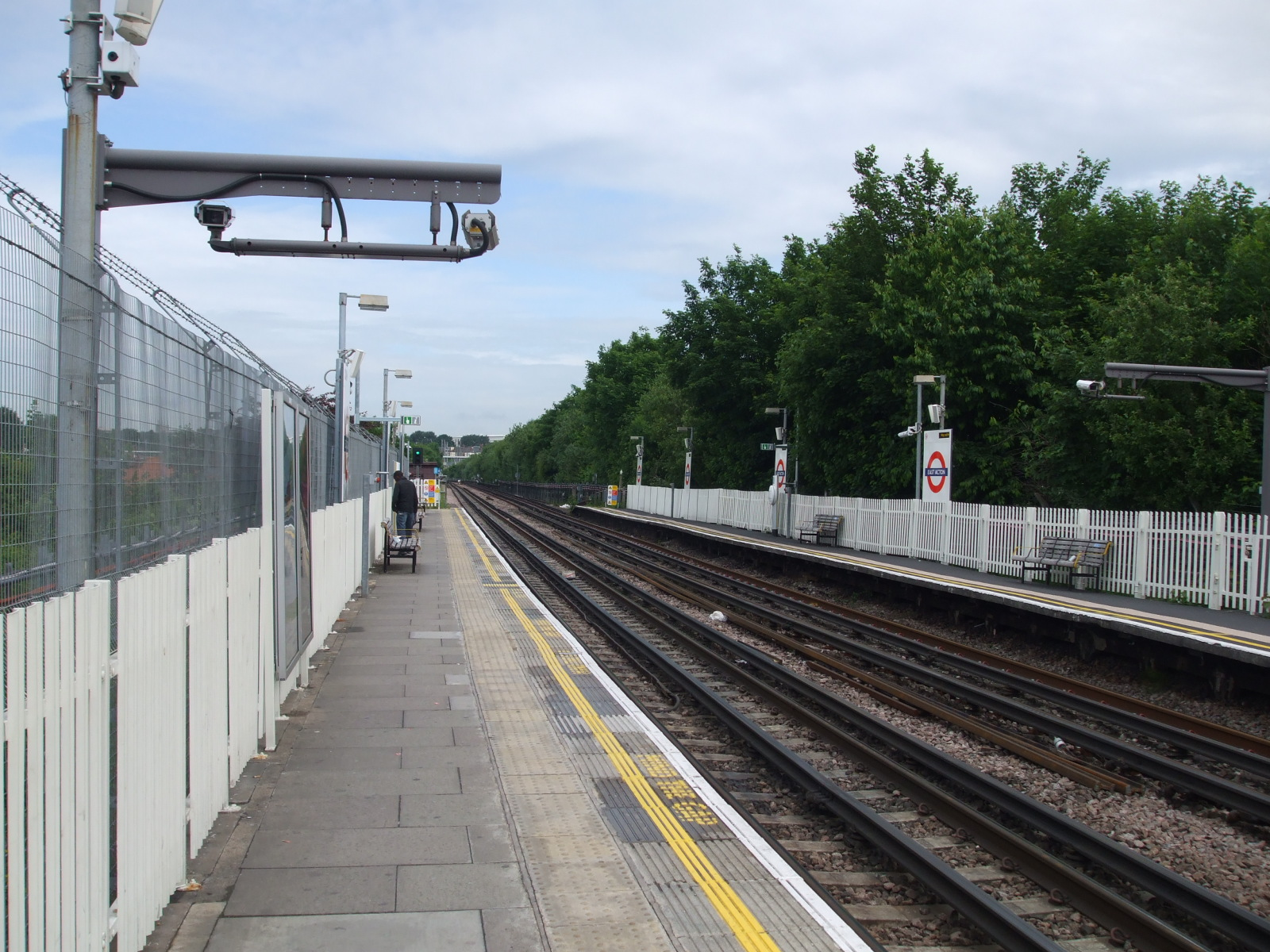
widok na zachód
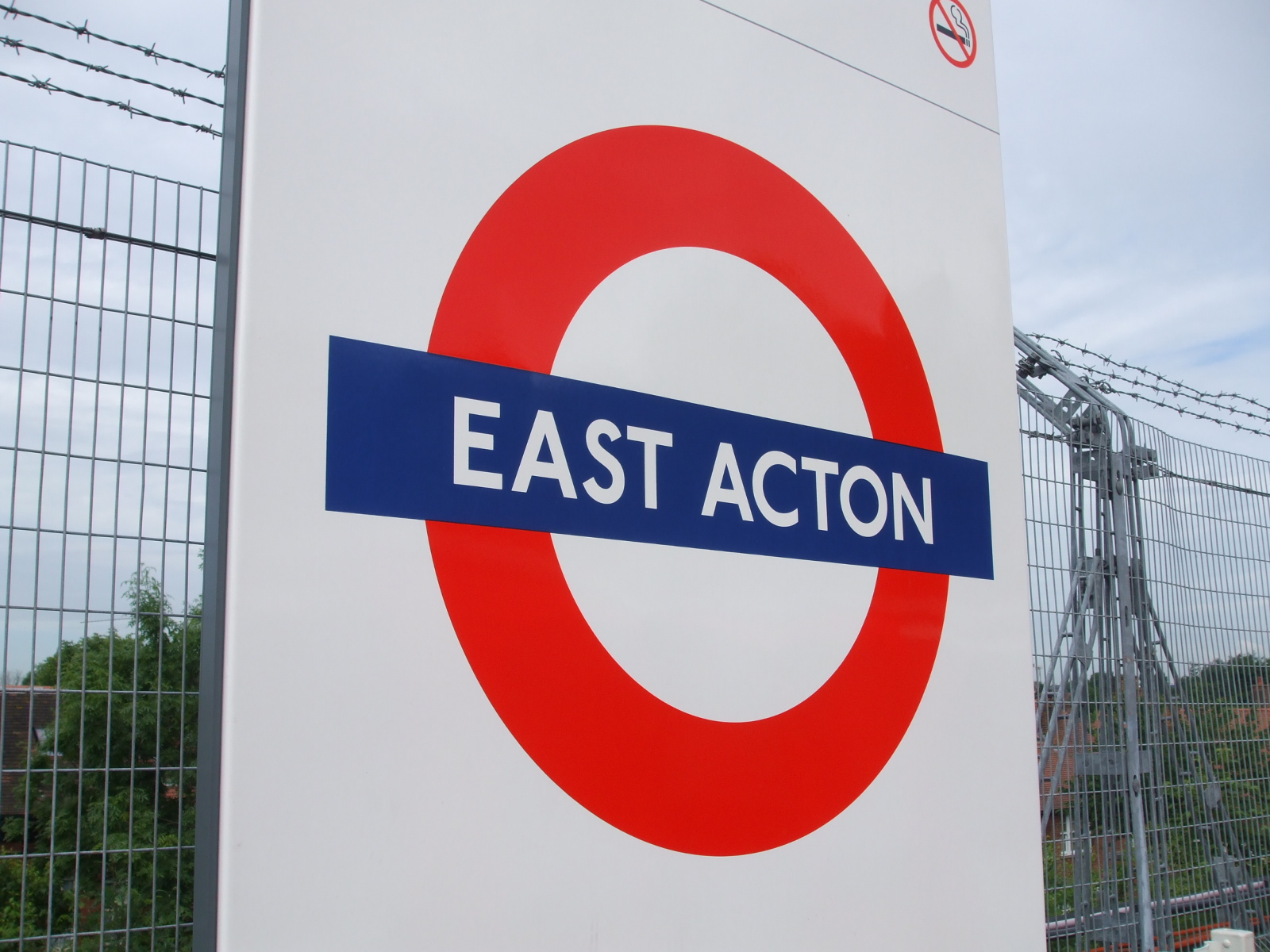
symbol stacji